# گئورگ پطروسیان (سیاستمدار)
گئورگ وُلودیایی پطروسیان (ارمنی: Գևորգ Վոլոդյայի Պետրոսյան؛ زادهٔ ۴ سپتامبر ۱۹۷۲) سیاست‌مدار و حقوق‌دان اهل ارمنستان است که از تاریخ ۱۲ مه تا تاریخ ۲۳ نوامبر ۲۰۰۹ در دولت تیگران سارگسیان سمت وزیر کار و تأمین اجتماعی ارمنستان را برعهده داشت. پتروسیان همچنین از تاریخ ۲۰۱۷ تا تاریخ ۲۰۲۱ سمت نماینده دوره‌های ششم و هفتم مجلس ملی جمهوری ارمنستان بوده‌است.

## زندگی‌نامه
در ۴ سپتامبر ۱۹۷۲ در ایروان به دنیا آمد و از دانشکده حقوق دانشگاه دولتی ایروان فارغ‌التحصیل شد. 